# Alles aus Gefälligkeit
Alles aus Gefälligkeit è un film muto del 1916 scritto, diretto e interpretato da Eugen Burg.

## Produzione
Il film fu prodotto dalla Lux-Film GmbH (Berlin).

## Distribuzione
A Berlino, il film - un cortometraggio in tre rulli - ottenne il visto di censura No. 39537 che ne vietava la visione ai minori.